# Llei núm. 78-17 de 6 de gener de 1978 relativa a l'informàtica, els fitxers i les llibertats
La Llei núm. 78-17 de 6 de gener de 1978 relativa a l'informàtica, els fitxers i les llibertats (sol ser referida en francès com la loi informatique et libertés (LIL)) és una llei francesa que regula la protecció de dades personals. Ha sigut modificada per la llei 2004-801 de 6 d'agost de 2004, la llei 2016-1321 de 7 d'octubre de 2016 i la llei 2018-493 de 20 de juny de 2018. El decret d'aplicació 2005-1309 de 20 d'octubre de 2005 la desenvolupà.